# Gogy Farías

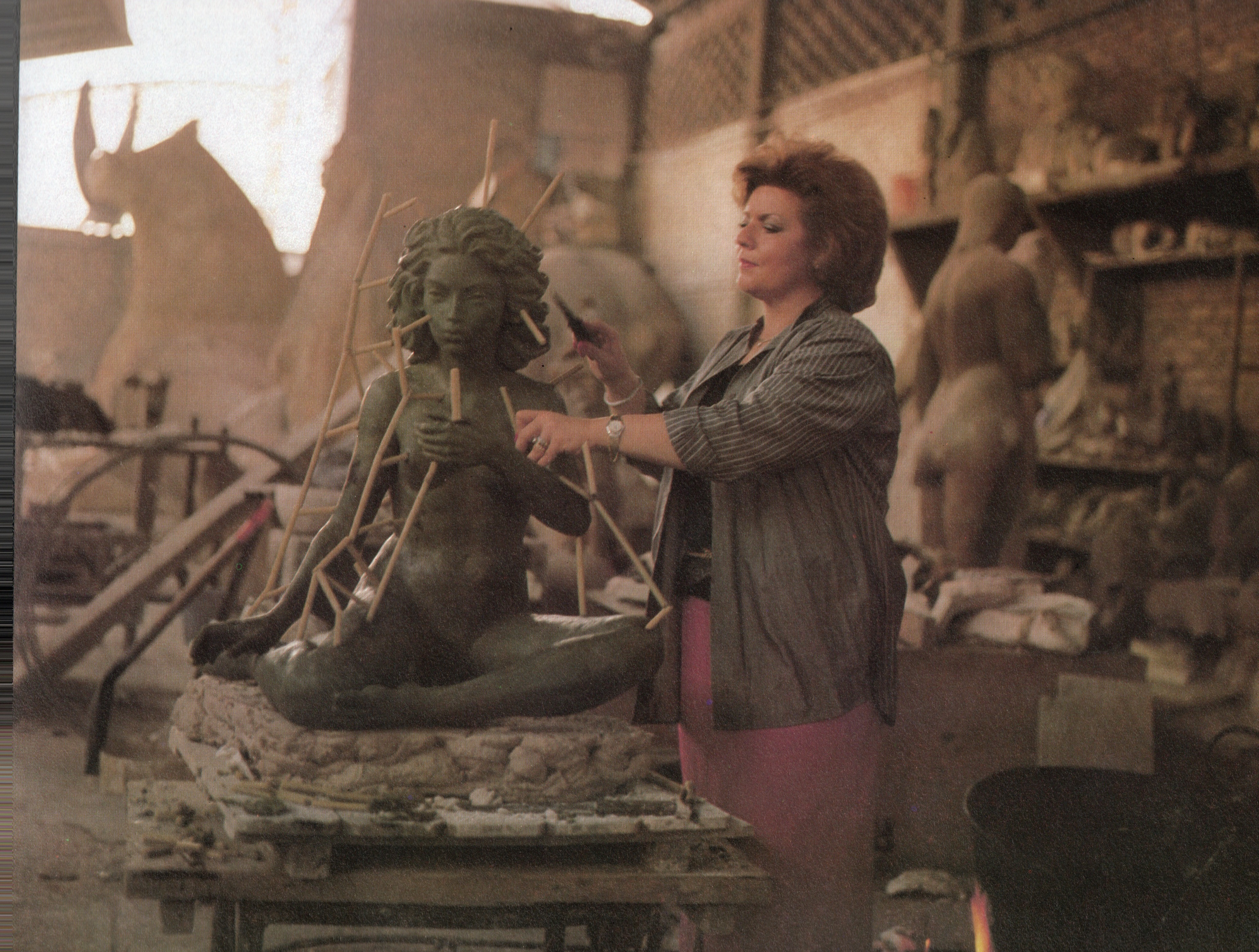
Gogy Farías en su estudio (1988)

Gogy Farías (Georgina Farías Nicolópulos, 16 de noviembre de 1943-17 de junio de 2023) fue una escultora, pintora y artista visual mexicana. Es considerada una de las primeras escultoras del México contemporáneo,siendo su enfoque principal la escultura monumental en bronce. Su obra se exhibe permanentemente en la Ciudad de México (Bosque de Chapultepec ), Ciudad Juárez, Chihuahua, el Museo Ralli de Cesarea, Israel, y en Rouen, Francia. Más de 50 de sus obras monumentales se exhiben en plazas, iglesias y catedrales públicas y privadas de varios países, incluidos ocho en los Estados Unidos: Chicago, Illinois, Florida, California, Nueva Jersey, Georgia, Oklahoma, Texas y Nuevo México.

## Biografía
De familia de artistas - ascendencia mexicana por lado de su padre y griega por el lado materno - Gogy Farías creció entre poetas, pintores, escultores y arquitectos quienes moldearon su infancia. Su talento artístico fue descubierto cuando tenía 13 años, habiendo ganado primer lugar en un concurso de arte de su escuela.

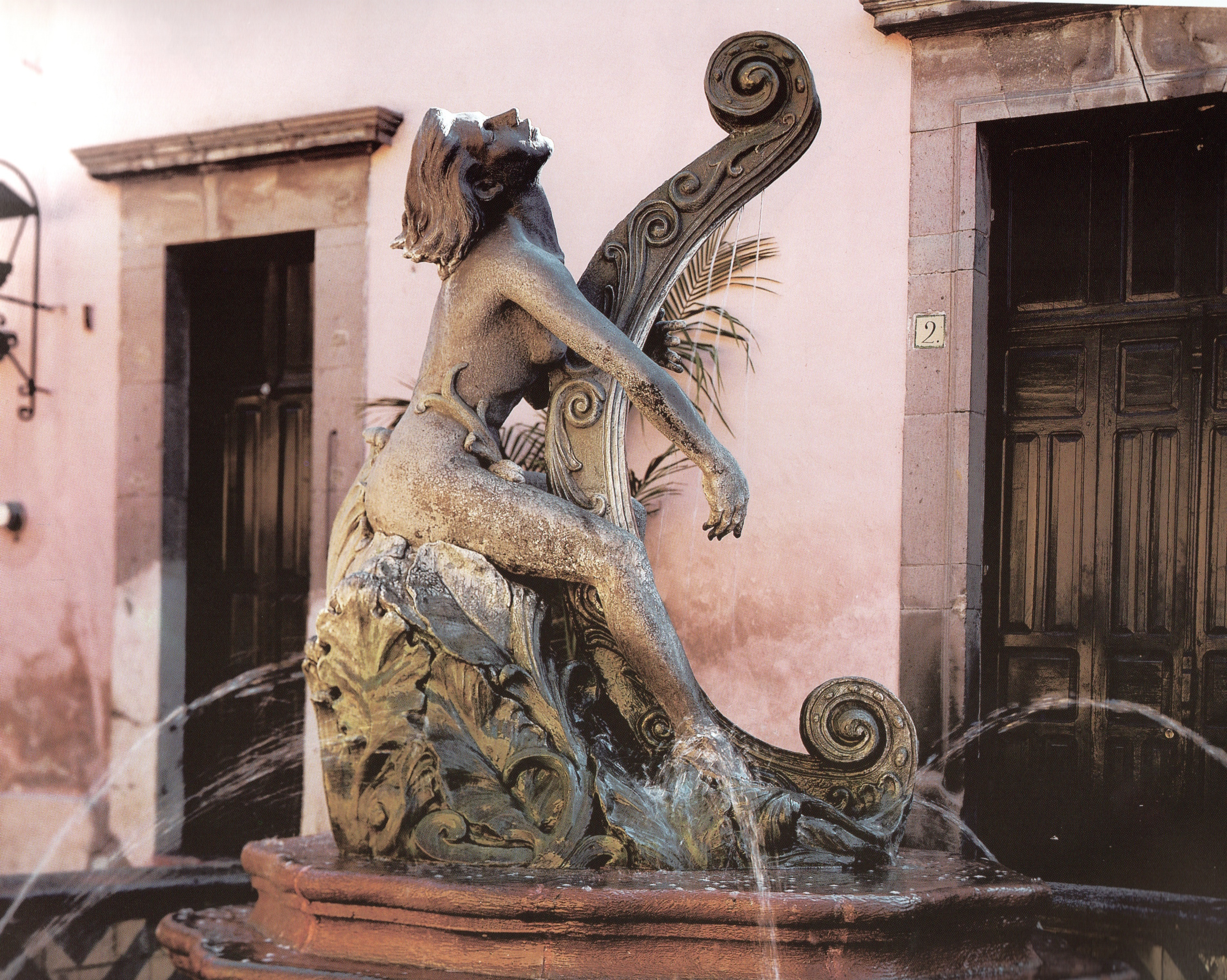
Mujer Con Arpa, Gogy Farías, Andador Libertad, Ciudad de Querétaro, México

En 1958 ingresó a la Escuela de Artes Plásticas de la Universidad Iberoamericana de la Ciudad de México, donde Mathías Goeritz era rector. Durante este tiempo trabajó y aprendió de artistas mexicanos del siglo XX como Manuel Felguérez, Julio Santamaría, Pedro Preux y Kathy Horna. Simultáneamente comenzó a trabajar en el estudio de Edgardo Cohlan, reconocido acuarelista mexicano, y asistió a la Escuela Nacional de Pintura, Escultura y Grabado del Instituto Nacional de Bellas Artes en México.
Sin embargo, su experiencia en la escultura surgió de un aprendizaje práctico, trabajando con fundiciones y artesanos del Valle de Xochimilco, donde pudo involucrarse directamente en la fundición y aplicación de pátinas. A través de este trabajo práctico, también aprendió a esculpir en mármol y piedra tallada.
Su prolífica obra artística se exhibe en más de 30 países, abarcando arte eclesiástico, obra figurativa y arte monumental, con más de 300 piezas. Empleó diversas técnicas, entre ellas dibujo a lápiz, acuarela, pintura al óleo, grabados en tinta, litografía, escultura en bronce, escultura en piedra de ónix, escultura en mármol y murales de bronce.

## Arte
Los primeros diez años de producción artística de Gogy Farías consistieron principalmente en arte figurativo basado en temas bíblicos, costumbres, paisajes y flora y fauna mexicana.
Entre 1965 y 1975, Gogy Farías creó monumentales figuras femeninas que, a ojos de la crítica de arte Berta Taracena, presentaban un «hábil resumen de las formas prehispánicas y griegas, con una increíble síntesis de valores que van desde lo primitivo (Diosa de la Fertilidad) hasta el refinado (Star Seller, 1982)».

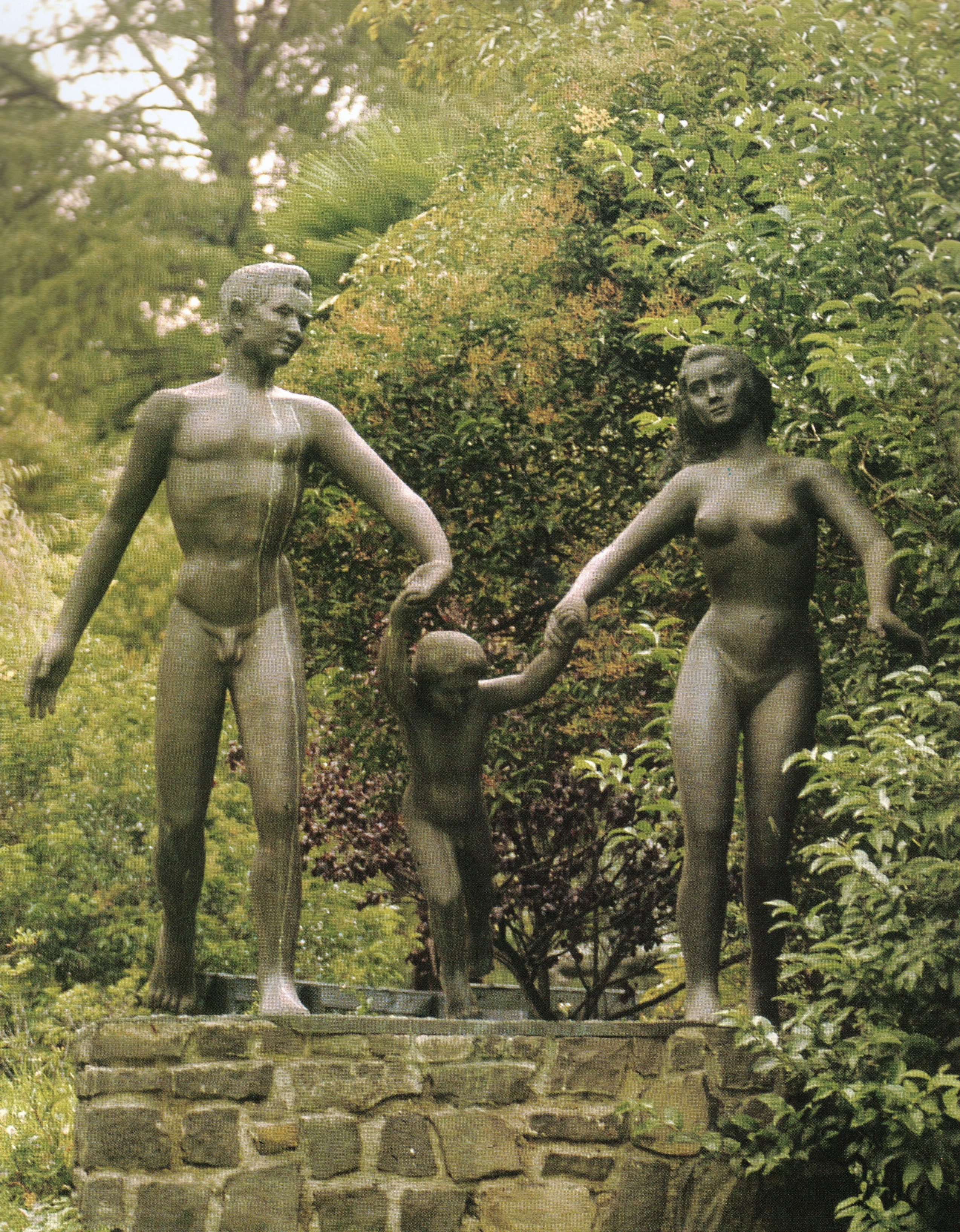
La Familia (1980), Bosque de Chapultepec, Ciudad de México

Los años posteriores a 1976 se caracterizaron por una maduración de conceptos que el artista consideró significativos en el arte de la época. Estos conceptos incluyeron temas como la maternidad y la familia, la naturaleza y el cosmos, y la capacidad humana para superar los desafíos de la vida. «La Familia» (1980) expresa la importancia de vivir en armonía con la pareja y los hijos para crear una vida armoniosa.
Siguiendo con esta temática, la artista creó una serie inspirada en el significado de la mujer mexicana común, incorporando costumbres y tradiciones. Ejemplos de ello son «La Vendedora de Sandías» (1984), la serie titulada «Maternidad» (1981) y «Homenaje a Diego» (1984). La serie «Maternidad» muestra diversas escenas de interacción entre madres e hijos, como Enseñanza, Protección, Apoyo y Ternura, enfatizando la importancia de los primeros años de vida, ya que la artista creía que «la infancia es el destino».

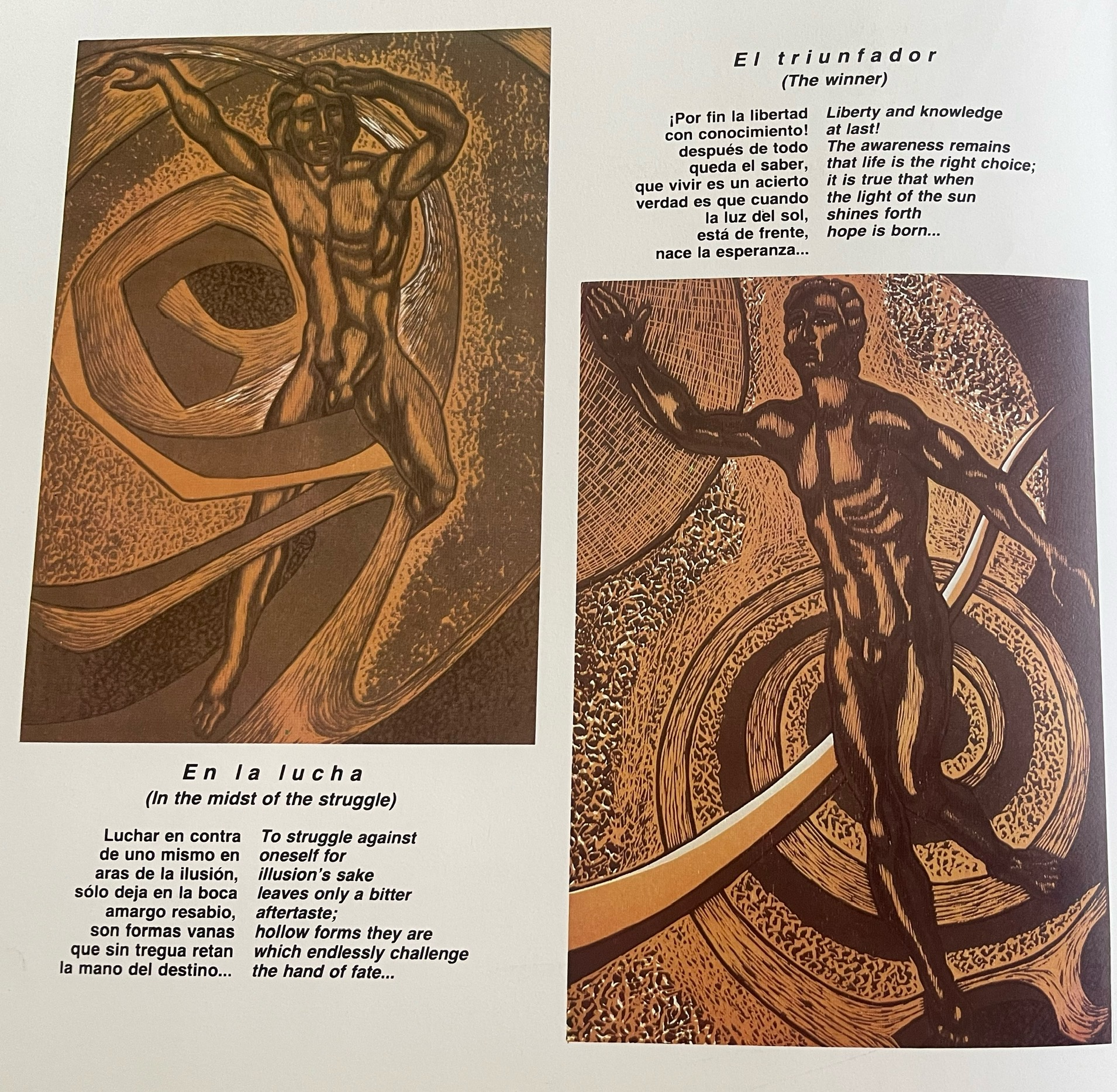
La serie de grabados "Caos al Cosmos" obtuvo el segundo lugar en el Concurso Internacional de Grabado de París (FIEST, 1986).

Su serie de obras dedicadas a la naturaleza y el cosmos cuestionan el lugar de la humanidad en el universo. En su serie titulada «Del Caos al Cosmos» (1983-1984), los humanos son representados envueltos en el torbellino del caos primitivo, emergiendo de esta corriente turbulenta como dueños de su destino y sus medios. Esta serie se hace eco de obras famosas del siglo XX, como «El hombre controlador del universo» de Diego Rivera y «Catarsis» de José Clemente Orozco. Las obras de esta serie hacen referencia a dos formas: la del hombre subyugado por fuerzas negativas y la del hombre liberado que emerge del laberinto como figura triunfante. Se mezclan elementos reales y míticos, utilizando formas onduladas, pliegues y cavidades que contribuyen a un lenguaje escultórico muy personal.

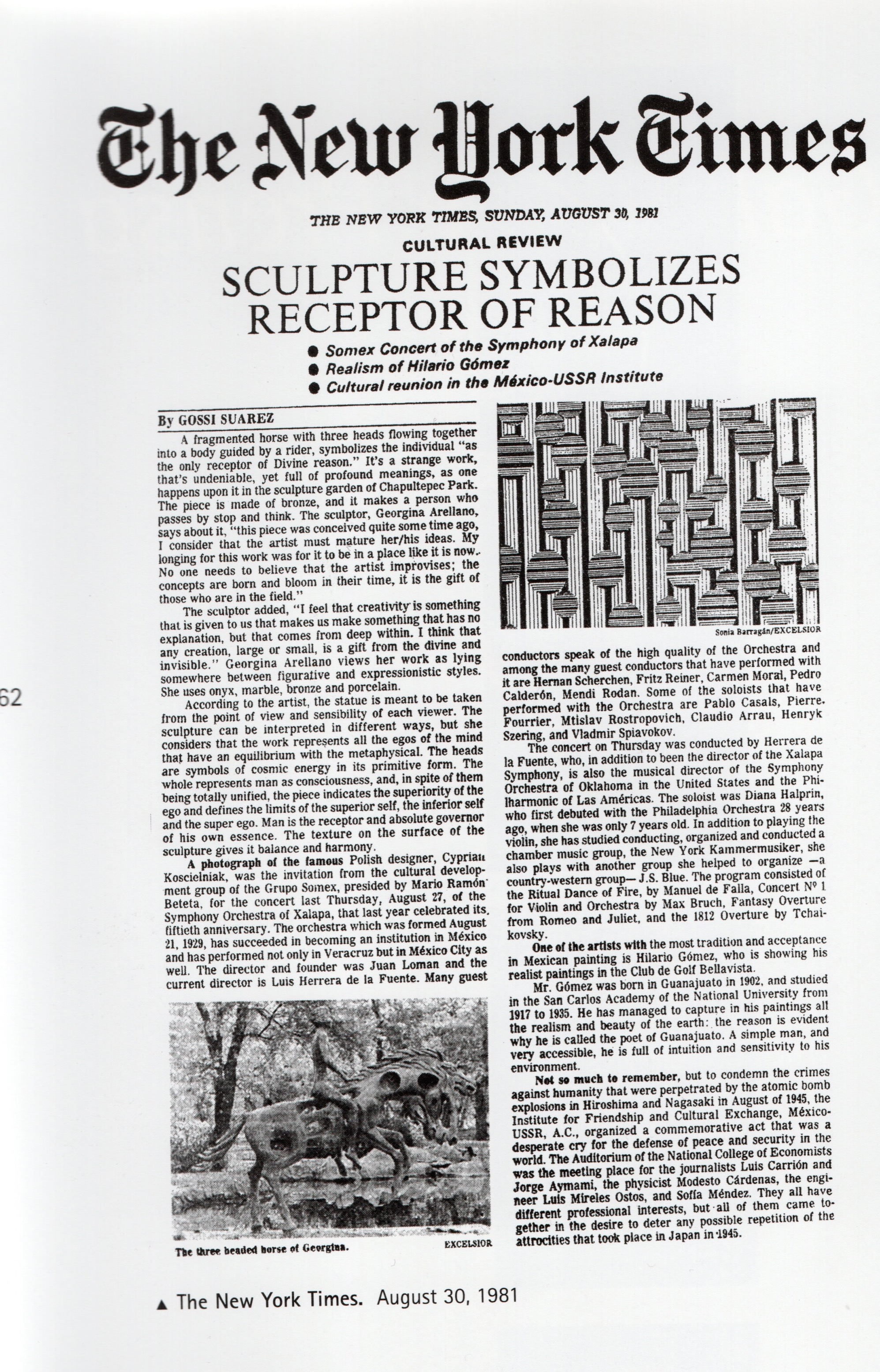
New York Times, 1981, "Cultural Review" de Gossi Suárez

El pináculo de este período se tituló «Rompiendo el Círculo», y «Psiquis se Libera», una serie de esculturas que narran el tránsito por momentos difíciles hacia el resurgimiento y la renovación psicológica que enfrentaron los individuos durante periodos de depresión. La serie también ofrece un análisis filosófico de la humanidad. El filósofo Erich Fromm y su libro «El arte de amar» fueron su principal guía en esta serie, inspirándose en la comprensión de que la capacidad de amar es el mayor regalo de la humanidad.
La figura de «El Gobernante», un jinete montado en un caballo de tres cabezas fabricado en bronce, evoca la alegoría de que los gobernantes deben ser capaces de domar su ego, la opinión pública y el poder para liderar un buen gobierno. La obra recibió un premio de Banamex en 1980 y fue donada al gobierno de la Ciudad de México por el banco, que actualmente se encuentra en el Parque Chapultepec.
- Segundo lugar en el Concurso Nacional de Escultura Tallada en Ónix, México.
- Segundo lugar otorgado por FIEST'86 (Feria Internacional de Grabado de París) para trabajos de grabado xilográfico, París, Francia.
- Premio del Honorable Consejo Consultivo de la Ciudad de México por «Homenaje al Árbol», una colección de 70 obras inspiradas en el simbolismo sagrado y universal del árbol, México.

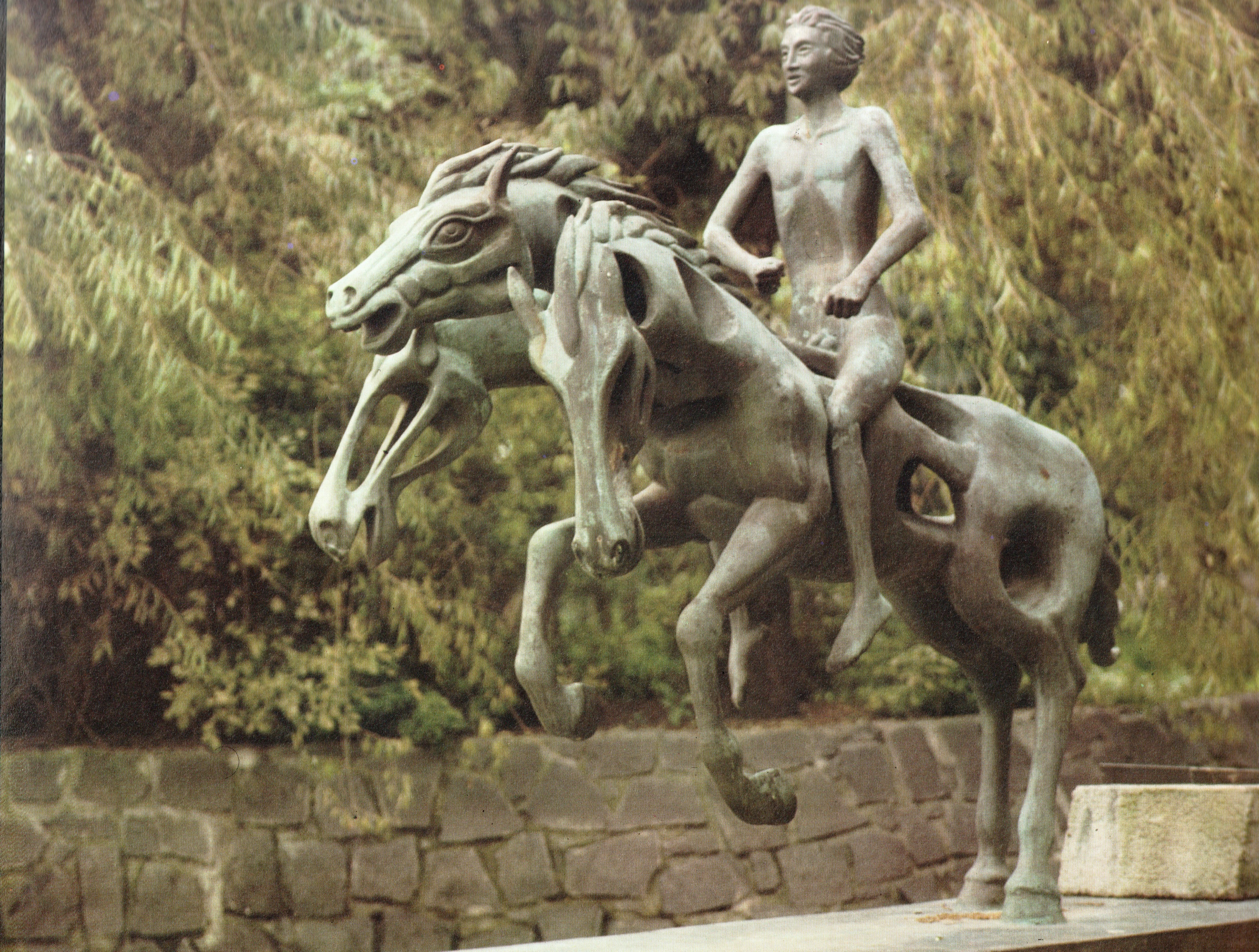
“El Gobernante”, Gogy Farías (1980). Expuesto en la tercera sección del Parque Chapultepec en la Ciudad de México.

## Opiniones de la Crítica
La obra escultórica de Gogy Farías ha tenido éxito en la comunidad latinoamericana y también en su país natal, y se han elaborado muchas reseñas y críticas en diversos libros y periódicos.
La escultura de Gogy Farías tiene sus antecedentes en la estatuaria prehispánica mexicana y subyace influida también, en gran parte, por el clasicismo greco-latino. Las deidades y misticismos que poblaron los cielos de nuestros ancestros, vienen a ser motivación para sus desenvolvimientos estéticos plásticos. Desde su versatilidad, ha realizado temas que conllevan a un marcado interés que acrecienta la curiosidad del espectador, como ese caballo de tres cabezas (...) y se proyecta la sensibilidad de la artista. La calidad técnica está asegurada por tratarse de una escultora que ha dedicado su vida al arte y por tanto, no es de extrañarse que en cada uno de sus trabajos se denuncia esa habilidad determinada en el manejo de las herramientas, ante lo cual, el barro, la cera, los yesos, la terracota o el mármol se presten dócilmente a los fines expresivamente artísticos de Gogy Farías.
La realidad es señalada, son más las mujeres que se han ocupado de la pintura, que las que se han entregado a la labor creativa de la escultura. En el arte de México la participación de las esculturas ha sido singularmente importante, pues han contribuido a darla una definición propia, mediante una estimable producción. Exponente destacada en la escultura contemporánea del país es Gogy Farías, quien ha alcanzado un nivel excepcional, desde las piezas pequeñas hasta las de carácter monumental. El concepto estético es bien definido, de tipo naturalista, expresado de manera preferente mediante los cuerpos desnudos de hombres y mujeres.